# Sorocaba
Sorocaba là một đô thị và thành phố trong khu vực Đông Bắc của tiểu bang São Paulo ở Brazil. Đây là thành phố lớn thứ 4 bang này.